# Maryon Lane
Maryon Lane (15 tháng 2 năm 1931 - 13 tháng 6 năm 2008) là một vũ công ba lê người Nam Phi, người nổi tiếng ở Anh với tư cách là một nữ diễn viên ballet của Nhà hát Ba lê Sadler's Wells và là một nghệ sĩ độc tấu với Ba lê Hoàng gia.

## Cuộc sống và đào tạo ban đầu
Maryon Lane được sinh ra với tên khai sinh Patricia Mills ở Zululand, một huyện thuộc tỉnh Natal (nay là KwaZulu-Natal) trên bờ biển Ấn Độ Dương của Nam Phi. Khi cô khoảng 13 tuổi, vào năm 1944, gia đình cô đã đưa cô đến thành phố Johannesburg, thuộc tỉnh Transvaal phía bắc (nay là Gauteng). Ở đó, cô học với những giáo viên ba lê giỏi nhất trong thành phố, bao gồm Marjorie Sturman, một chuyên gia về phương pháp Cecchetti và Reina Berman, người đã được đào tạo bởi các nguyên tắc của Cecchetti trước khi chuyển sang giáo trình của Học viện Khiêu vũ Hoàng gia (RAD). Năm 1946, ngay sau khi Thế chiến II kết thúc và hòa bình trở lại châu Âu, Mills rời Nam Phi và di cư sang Anh, đã giành được học bổng RAD để theo học trường múa ba lê Sadler's Wells ở London. Chỉ sau một năm học phí ở đó, cô đã được đưa vào quân đoàn của Nhà hát Ba lê Sadler's Wells. Chính tại thời điểm này, cô đã chuyển qua dùng nghệ danh của mình. Công ty sau đó bao gồm một vũ công người Nam Phi tên là Patricia Miller, vì vậy việc đổi tên của Patricia Mills là rất cần thiết: Maryon Lane, với cách đánh vần rõ ràng, là lựa chọn nghệ danh của cô.

## Sự nghiệp
Nhà hát Ba lê Sadler's Wells khi đó là một đoàn kịch nhỏ, trẻ do Ninette de Valois thành lập để nuôi dưỡng các vũ công và biên đạo múa sau khi công ty mẹ, Sadler's Wells ballet, trở thành cư dân tại Nhà hát Opera Hoàng gia, Vườn Vườn. Do nhu cầu bổ sung đội hình đã cạn kiệt của các vũ công hàng đầu, Lane đã tăng nhanh chóng qua các cấp bậc. Đến năm 1948, ở tuổi 17, cô đã được mệnh danh là một vũ công chính và xuất hiện trong những vai trò nổi bật trong các tác phẩm của de Valois và Frederick Ashton, biên đạo múa chính của công ty. Petite, với mái tóc đen, khuôn mặt trái xoan xinh xắn và tỷ lệ lý tưởng, cô sở hữu một tính cách sống động, một kỹ thuật vững chắc và một cảm thụ âm nhạc bẩm sinh. De Valois coi cô là kiểu vũ công có giá trị nhất trong tất cả: không phải là một ngôi sao vĩ đại mà là một vũ công quyết đoán có khả năng biểu diễn trong các tác phẩm demi-caractère và kịch tính cũng như các tác phẩm cổ điển thuần túy.
Trong suốt sự nghiệp của mình, Lane được ngưỡng mộ vì cảm thụ âm nhạc, sự tấn công và sự thống trị tuyệt đối trên sân khấu của cô. Trong các tác phẩm tái bản, cô thể hiện sự quyến rũ tuyệt vời trong những vai diễn nhẹ nhàng như Swanilda trong Coppélia, Lise trong Ashton's La Fille Mal Gardée, và các nhân vật tiêu đề trong John Cranko Pinnut Poll và Léonide Massine 's Mam'zelle Angot, nhưng cô cũng hiệu quả như Ballerina dơ bẩn trong Petrushka của Michel Fokine, với tư cách là cô gái bị phản bội trong Tiến trình của Rake de Valois, và là cô dâu ngoại tình, chạy trốn trong đám cưới máu của Alfred Coleues. Cô được khen ngợi khi thực hiện các biến thể cổ tích nổi tiếng và thường không được đề cập trong phần mở đầu của Người đẹp ngủ trong rừng cũng như vai diễn Công chúa Aurora, vai chính của tác phẩm. Tuy nhiên, đóng góp lớn nhất của cô vào thời điểm đó là phần cô đóng trong việc tạo ra những vở ballet mới, đặc biệt là các tác phẩm của chàng trai trẻ Kenneth MacMillan.
Năm 1955, MacMillan chọn Lane trong vai trò chính trong Danses Concertantes, được làm theo phong cách của Stravinsky và với các thiết kế của Nicholas Georgiadis, sau đó ông cũng bắt đầu một sự nghiệp vĩ đại. Thành công của vở ballet là de Valois đã ngay lập tức chuyển nó và Lane, đến công ty chính tại Nhà hát Opera Hoàng gia ở Covent Garden. Lane kết thúc sự nghiệp biểu diễn của mình ở đó với tư cách là một vũ công solo vào năm 1968.